# Saison 2020-2021 du Real Madrid
Maillots
Dernière mise à jour : 20 mai 2021.
Chronologie
Saison précédente Saison suivante
La saison 2020-2021 du Real Madrid est la 90e saison du club en Liga.
Cette saison fait suite à la saison 2019-2020 qui a vu le Real Madrid remporter le Liga Santander et la Supercoupe d'Espagne.

## Matchs amicaux et tournée
Le 15 septembre, le Real Madrid affronte Getafe lors d'un match amical à Valdebebas.

## Effectif professionnel actuel
Le tableau suivant recense les joueurs en prêts pour la saison 2020-2021.
| Joueurs prêtés |      |               |                   |                  |                   |  |
| \| P. \| Nat. \| Nom \| Date de naissance \| Sélection \| Club en prêt \| \| \| D \| \| Jesús Vallejo \| 5 janvier 1997 (28 ans) \| Espagne espoirs \| Grenade CF \| \| \| D \| \| Fran García \| 14 août 1999 (25 ans) \| Espagne -19 ans \| Rayo Vallecano \| \| \| M \| \| Takefusa Kubo \| 4 juin 2001 (23 ans) \| Japon \| Villarreal CF \| \| \| M \| \| Brahim Díaz \| 3 août 1999 (25 ans) \| Espagne espoirs \| AC Milan \| \| \| M \| \| Dani Ceballos \| 7 août 1996 (28 ans) \| Espagne \| Arsenal FC \| \| \| M \| \| Reinier \| 19 janvier 2002 (23 ans) \| Brésil olympique \| Borussia Dortmund \| \| \| A \| \| Gareth Bale \| 16 juillet 1989 (35 ans) \| Pays de Galles \| Tottenham Hotspur \| \| \| A \| \| Borja Mayoral \| 5 avril 1997 (27 ans) \| Espagne espoirs \| AS Rome \| \| |      |               |                   |                  |                   |  |
| P. | Nat. | Nom           | Date de naissance | Sélection        | Club en prêt      |  |
| D |      | Jesús Vallejo | 5 janvier 1997    | Espagne espoirs  | Grenade CF        |  |
| D |      | Fran García   | 14 août 1999      | Espagne -19 ans  | Rayo Vallecano    |  |
| M |      | Takefusa Kubo | 4 juin 2001       | Japon            | Villarreal CF     |  |
| M |      | Brahim Díaz   | 3 août 1999       | Espagne espoirs  | AC Milan          |  |
| M |      | Dani Ceballos | 7 août 1996       | Espagne          | Arsenal FC        |  |
| M |      | Reinier       | 19 janvier 2002   | Brésil olympique | Borussia Dortmund |  |
| A |      | Gareth Bale   | 16 juillet 1989   | Pays de Galles   | Tottenham Hotspur |  |
| A |      | Borja Mayoral | 5 avril 1997      | Espagne espoirs  | AS Rome           |  |

| P. | Nat. | Nom           | Date de naissance | Sélection        | Club en prêt      |  |
| D  |      | Jesús Vallejo | 5 janvier 1997    | Espagne espoirs  | Grenade CF        |  |
| D  |      | Fran García   | 14 août 1999      | Espagne -19 ans  | Rayo Vallecano    |  |
| M  |      | Takefusa Kubo | 4 juin 2001       | Japon            | Villarreal CF     |  |
| M  |      | Brahim Díaz   | 3 août 1999       | Espagne espoirs  | AC Milan          |  |
| M  |      | Dani Ceballos | 7 août 1996       | Espagne          | Arsenal FC        |  |
| M  |      | Reinier       | 19 janvier 2002   | Brésil olympique | Borussia Dortmund |  |
| A  |      | Gareth Bale   | 16 juillet 1989   | Pays de Galles   | Tottenham Hotspur |  |
| A  |      | Borja Mayoral | 5 avril 1997      | Espagne espoirs  | AS Rome           |  |

## Recrutement

### Arrivées
| Joueur           | Pays    | Âge | Poste             | Type de transfert | Durée        | Indemnité | Période | Provenance                     |
| ---------------- | ------- | --- | ----------------- | ----------------- | ------------ | --------- | ------- | ------------------------------ |
| Achraf Hakimi    | Maroc   | 21  | Défenseur         | Retour de prêt    | -            | -         |         | Borussia Dortmund (Bundesliga) |
| Andriy Lunin     | Ukraine | 21  | Gardien de but    | Retour de prêt    | 5 ans (2024) | -         |         | Real Oviedo (Liga SmartBank)   |
| Jesús Vallejo    | Espagne | 23  | Défenseur         | Retour de prêt    | -            | -         |         | Grenade CF (Liga Santander)    |
| Takefusa Kubo    | Japon   | 19  | Milieu de terrain | Retour de prêt    | -            | -         |         | RCD Majorque (Liga Santander)  |
| Martin Ødegaard  | Norvège | 21  | Milieu de terrain | Retour de prêt    | 3 ans (2023) | -         |         | Real Sociedad (Liga Santander) |
| Borja Mayoral    | Espagne | 23  | Attaquant         | Retour de prêt    | -            | -         |         | Levante UD (Liga Santander)    |
| Dani Ceballos    | Espagne | 24  | Milieu de terrain | Retour de prêt    | -            | -         |         | Arsenal FC (Premier League)    |
| Álvaro Odriozola | Espagne | 24  | Défenseur         | Retour de prêt    | -            | -         |         | Bayern Munich (Bundesliga)     |

### Départs
| Joueur          | Nationalité    | Âge | Poste             | Type de transfert | Durée        | Indemnité       | Période | Destination                        |
| --------------- | -------------- | --- | ----------------- | ----------------- | ------------ | --------------- | ------- | ---------------------------------- |
| Achraf Hakimi   | Maroc          | 21  | Défenseur         | Transfert         | 5 ans (2025) | 45 millions d'€ |         | Inter Milan (Serie A)              |
| Takefusa Kubo   | Japon          | 19  | Milieu de terrain | Prêt              | 1 an (2021)  | -               |         | Villarreal CF (Liga Santander)     |
| Alphonse Areola | France         | 27  | Gardien de but    | Retour de prêt    | 3 ans (2023) | -               |         | Paris Saint-Germain (Ligue 1)      |
| Reinier Jesus   | Brésil         | 18  | Milieu de terrain | Prêt              | 2 ans (2022) | -               |         | Borussia Dortmund (Bundesliga)     |
| Jesús Vallejo   | Espagne        | 23  | Défenseur         | Prêt              | 1 an (2021)  | -               |         | Grenade CF (Liga Santander)        |
| Brahim Díaz     | Espagne        | 21  | Milieu de terrain | Prêt              | 1 an (2021)  | -               |         | AC Milan (Serie A)                 |
| Dani Ceballos   | Espagne        | 24  | Milieu de terrain | Prêt              | 1 an (2021)  | -               |         | Arsenal FC (Premier League)        |
| James Rodríguez | Colombie       | 29  | Milieu de terrain | Transfert         | 2 ans (2022) | -               |         | Everton FC (Premier League)        |
| Sergio Reguilón | Espagne        | 23  | Défenseur         | Transfert         | 5 ans (2025) | 30 millions d'€ |         | Tottenham Hotspur (Premier League) |
| Gareth Bale     | Pays de Galles | 31  | Attaquant         | Prêt              | 1 an (2021)  | -               |         | Tottenham Hotspur (Premier League) |
| Borja Mayoral   | Espagne        | 23  | Attaquant         | Prêt              | 2 ans (2022) | -               |         | AS Rome (Serie A)                  |

## Les rencontres de la saison

### Matchs amicaux
| Date              | Adversaire | Division | Lieu                                          | Score | Buteurs                   |
| Match amical      |            |          |                                               |       |                           |
| 15 septembre 2020 | Getafe CF  | D1       | Stade Alfredo-Di-Stéfano, Valdebebas, Espagne | 6-0   | Benzema , Ramos , Arribas |

### Supercoupe d'Espagne
| Date       | Tour       | Adversaire      | Lieu                         | Score | Buteurs     |
| ---------- | ---------- | --------------- | ---------------------------- | ----- | ----------- |
| 14/01/2021 | 1/2 finale | Athletic Bilbao | Stade de la Rosaleda, Malaga | 1-2   | Benzema 73e |

Le 14 janvier 2021 le Real Madrid est éliminé en 1/2 finale de la Supercoupe d'Espagne contre l'Athletic Bilbao.

### Coupe du Roi
| Date       | Tour            | Adversaire  | Lieu                   | Score  | Buteurs     |
| ---------- | --------------- | ----------- | ---------------------- | ------ | ----------- |
| 20/01/2021 | 1/16e de finale | CD Alcoyano | Stade El Collao, Alcoy | 2-1 ap | Militão 45e |

Le 20 janvier 2021 le Real Madrid est éliminé en 1/16e de finale de la Coupe du Roi contre Alcoyano.

### Liga Santander
| Date       | J.  | Adversaire         | Lieu                                   | Score | Buteurs                                               |
| ---------- | --- | ------------------ | -------------------------------------- | ----- | ----------------------------------------------------- |
| 20/09/2020 | 2e  | Real Sociedad      | Stade d'Anoeta, Saint-Sébastien        | 0-0   |                                                       |
| 26/09/2020 | 3e  | Real Betis         | Stade Benito-Villamarín, Séville       | 2-3   | Valverde 14e, Emerson 48e (csc), Ramos 82e (pen.)     |
| 30/09/2020 | 4e  | Real Valladolid    | Stade Alfredo-Di-Stéfano, Valdebebas   | 1-0   | Vinícius 65e                                          |
| 04/10/2020 | 5e  | Levante UD         | Stade de la Cerámica, Vila-Real        | 0-2   | Vinícius 16e, Benzema 90+5e                           |
| 17/10/2020 | 6e  | Cádiz CF           | Stade Alfredo-Di-Stéfano, Valdebebas   | 0-1   |                                                       |
| 24/10/2020 | 7e  | FC Barcelone       | Camp Nou, Barcelone                    | 1-3   | Valverde 5e, Ramos 63e (pen.), Modrić 90e             |
| 31/10/2020 | 8e  | SD Huesca          | Stade Alfredo-Di-Stéfano, Valdebebas   | 4-1   | Hazard 40e, Benzema 45e 90e, Valverde 54e             |
| 08/11/2020 | 9e  | Valence CF         | Stade de Mestalla, Valence             | 4-1   | Benzema 23e                                           |
| 21/11/2020 | 10e | Villarreal CF      | Stade de la Cerámica, Vila-Real        | 1-1   | Mariano 2e                                            |
| 28/11/2020 | 11e | Deportivo Alavés   | Stade Alfredo-Di-Stéfano, Valdebebas   | 1-2   | Casemiro 86e                                          |
| 05/12/2020 | 12e | Séville FC         | Stade Ramón-Sánchez-Pizjuán, Séville   | 0 -1  | Bounou 55e (csc)                                      |
| 12/12/2020 | 13e | Atlético de Madrid | Stade Alfredo-Di-Stéfano, Valdebebas   | 2-0   | Casemiro 15e, Oblak 63e (csc)                         |
| 15/12/2020 | 19e | Athletic Bilbao    | Stade Alfredo-Di-Stéfano, Valdebebas   | 3-1   | Kroos 45+1e, Benzema 74e 90+2e                        |
| 20/12/2020 | 14e | SD Eibar           | Stade municipal d'Ipurua, Eibar        | 1-3   | Benzema 6e, Modrić 13e, Vázquez 90+2e                 |
| 23/12/2020 | 15e | Grenade CF         | Stade Alfredo-Di-Stéfano, Valdebebas   | 2-0   | Casemiro 57e, Benzema 90+3e                           |
| 30/12/2020 | 16e | Elche CF           | Stade Martínez Valero, Elche           | 1-1   | Modrić 20e                                            |
| 02/01/2021 | 17e | Celta de Vigo      | Stade Alfredo-Di-Stéfano, Valdebebas   | 2-0   | Vázquez 6e, Asensio 53e                               |
| 09/01/2021 | 18e | CA Osasuna         | Stade El Sadar, Pampelune              | 0-0   |                                                       |
| 23/01/2021 | 20e | Deportivo Alavés   | Stade de Mendizorroza, Vitoria-Gasteiz | 1-4   | Casemiro 15e, Benzema 41e 70e, Hazard 45+1e           |
| 30/01/2021 | 21e | Levante UD         | Stade Alfredo-Di-Stéfano, Valdebebas   | 1-2   | Asensio 13e                                           |
| 06/02/2021 | 22e | SD Huesca          | Estadio El Alcoraz, Huesca             | 1-2   | Varane 55e 84e                                        |
| 09/02/2021 | 1re | Getafe CF          | Stade Alfredo-Di-Stéfano, Valdebebas   | 2-0   | Benzema 60e, Mendy 66e                                |
| 14/02/2021 | 23e | Valence CF         | Stade Alfredo-Di-Stéfano, Valdebebas   | 2-0   | Benzema 12e, Kroos 42e                                |
| 20/02/2021 | 24e | Real Valladolid    | Stade José-Zorrilla, Valladolid        | 0-1   | Casemiro 65e                                          |
| 01/03/2021 | 25e | Real Sociedad      | Stade Alfredo-Di-Stéfano, Valdebebas   | 1-1   | Vinícius 89e                                          |
| 07/03/2021 | 26e | Atlético de Madrid | Wanda Metropolitano, Madrid            | 1-1   | Benzema 88e                                           |
| 13/03/2021 | 27e | Elche CF           | Stade Alfredo-Di-Stéfano, Valdebebas   | 2-1   | Benzema 73e 90+1e                                     |
| 20/03/2021 | 28e | Celta de Vigo      | Stade Balaídos, Vigo                   | 1-3   | Benzema 20e 30e, Asensio 90+4e                        |
| 03/04/2021 | 29e | SD Eibar           | Stade Alfredo-Di-Stéfano, Valdebebas   | 2-0   | Asensio 41e, Benzema 73e                              |
| 10/04/2021 | 30e | FC Barcelone       | Stade Alfredo-Di-Stéfano, Valdebebas   | 2-1   | Benzema 13e, Kroos 28e                                |
| 18/04/2021 | 33e | Getafe CF          | Coliseum Alfonso Pérez, Getafe         | 0-0   |                                                       |
| 21/04/2021 | 31e | Cádiz CF           | Stade Ramón de Carranza, Cadix         | 0-3   | Benzema 30e (pen.) 40e, Odriozola 33e                 |
| 24/04/2021 | 32e | Real Betis         | Stade Alfredo-Di-Stéfano, Valdebebas   | 0-0   |                                                       |
| 01/05/2021 | 34e | CA Osasuna         | Stade Alfredo-Di-Stéfano, Valdebebas   | 2-0   | Militão 76e, Casemiro 80e                             |
| 09/05/2021 | 35e | Séville FC         | Stade Alfredo-Di-Stéfano, Valdebebas   | 2-2   | Asensio 67e, Hazard 90+4e                             |
| 13/05/2021 | 36e | Grenade CF         | Nouveau stade de Los Cármenes, Grenade | 1-4   | Modrić 17e, Rodrygo 45+1e, Odriozola 75e, Benzema 76e |
| 16/05/2021 | 37e | Athletic Bilbao    | San Mamés, Bilbao                      | 0-1   | Nacho 68e                                             |
| 22/05/2021 | 38e | Villarreal CF      | Stade Alfredo-Di-Stéfano, Valdebebas   | 2-1   | Benzema 87e, Modrić 90+2e                             |

#### Classement
| Rang | Équipe                 | Pts | J  | G  | N  | P  | Bp | Bc | Diff | Qualification ou relégation                                      |
| ---- | ---------------------- | --- | -- | -- | -- | -- | -- | -- | ---- | ---------------------------------------------------------------- |
| 1    | Atlético de Madrid (C) | 86  | 38 | 26 | 8  | 4  | 67 | 25 | +42  | Qualification pour la phase de groupes de la Ligue des champions |
| 2    | Real Madrid T          | 84  | 38 | 25 | 9  | 4  | 67 | 28 | +39  | Qualification pour la phase de groupes de la Ligue des champions |
| 3    | FC Barcelone C         | 79  | 38 | 24 | 7  | 7  | 85 | 38 | +47  | Qualification pour la phase de groupes de la Ligue des champions |
| 4    | Séville FC             | 77  | 38 | 24 | 5  | 9  | 53 | 33 | +20  | Qualification pour la phase de groupes de la Ligue des champions |
| 5    | Real Sociedad          | 62  | 38 | 17 | 11 | 10 | 59 | 38 | +21  | Qualification pour la phase de groupes de la Ligue Europa        |

1. ↑  Étant donné que le vainqueur de la Coupe d'Espagne 2020-2021, le FC Barcelone, est  actuellement qualifié pour les compétitions européennes via le championnat, la place attribuée au vainqueur de la coupe (phase de groupe de la Ligue Europa 2021-2022) est reversée à l'équipe classée sixième, et la place attribuée à l'équipe classée sixième (barrages de la Ligue Europa Conférence 2021-2022) est reversée à l'équipe classée septième.

### Ligue des champions de l'UEFA

#### Phase de groupes
| Date       | J.  | Adversaire               | Lieu                                 | Score | Buteurs                             |
| ---------- | --- | ------------------------ | ------------------------------------ | ----- | ----------------------------------- |
| 21/10/2020 | 1re | Chakhtar Donetsk         | Stade Alfredo-Di-Stéfano, Valdebebas | 2-3   | Modrić 54e, Vinícius 59e            |
| 27/10/2020 | 2e  | Borussia Mönchengladbach | Borussia-Park, Mönchengladbach       | 2-2   | Benzema 87e, Casemiro 90+3e         |
| 03/11/2020 | 3e  | Inter Milan              | Stade Alfredo-Di-Stéfano, Valdebebas | 3-2   | Benzema 25e, Ramos 33e, Rodrygo 80e |
| 25/11/2020 | 4e  | Inter Milan              | Stade San Siro, Milan                | 0-2   | Hazard 7e (pen.), Hakimi 59e (csc)  |
| 01/12/2020 | 5e  | Chakhtar Donetsk         | Stade Metalist, Kharkiv              | 2-0   |                                     |
| 09/12/2020 | 6e  | Borussia Mönchengladbach | Stade Alfredo-Di-Stéfano, Valdebebas | 2-0   | Benzema 9e 31e                      |

#### Classement
| Rang | Équipe                   | Pts | J | G | N | P | Bp | Bc | Diff |  | Résultats (▼ dom., ► ext.) |     |     |     |     |
| ---- | ------------------------ | --- | - | - | - | - | -- | -- | ---- |  | -------------------------- | --- | --- | --- | --- |
| 1    | Real Madrid              | 10  | 6 | 3 | 1 | 2 | 11 | 9  | +2   |  | Real Madrid                |     | 2-0 | 2-3 | 3-2 |
| 2    | Borussia Mönchengladbach | 8   | 6 | 2 | 2 | 2 | 16 | 9  | +7   |  | Borussia Mönchengladbach   | 2-2 |     | 4-0 | 2-3 |
| 3    | Chakhtar Donetsk         | 8   | 6 | 2 | 2 | 2 | 5  | 12 | -7   |  | Chakhtar Donetsk           | 2-0 | 0-6 |     | 0-0 |
| 4    | Inter Milan              | 6   | 6 | 1 | 3 | 2 | 7  | 9  | -2   |  | Inter Milan                | 0-2 | 2-2 | 0-0 |     |

#### 1/8ede finale
| Date       | Tour   | Adversaire       | Lieu                                    | Score | Buteurs                                    |
| ---------- | ------ | ---------------- | --------------------------------------- | ----- | ------------------------------------------ |
| 24/02/2021 | Aller  | Atalanta Bergame | Stadio Atleti Azzurri d'Italia, Bergame | 0-1   | Mendy 86e                                  |
| 16/03/2021 | Retour | Atalanta Bergame | Stade Alfredo-Di-Stéfano, Valdebebas    | 3-1   | Benzema 34e, Ramos 60e (pen.), Asensio 85e |

#### 1/4 de finale
| Date       | Tour   | Adversaire   | Lieu                                 | Score | Buteurs                       |
| ---------- | ------ | ------------ | ------------------------------------ | ----- | ----------------------------- |
| 06/04/2021 | Aller  | Liverpool FC | Stade Alfredo-Di-Stéfano, Valdebebas | 3-1   | Vinícius 27e 65e, Asensio 36e |
| 14/04/2021 | Retour | Liverpool FC | Anfield, Liverpool                   | 0-0   |                               |

#### 1/2 finale
| Date       | Tour   | Adversaire | Lieu                                 | Score | Buteurs     |
| ---------- | ------ | ---------- | ------------------------------------ | ----- | ----------- |
| 27/04/2021 | Aller  | Chelsea FC | Stade Alfredo-Di-Stéfano, Valdebebas | 1-1   | Benzema 29e |
| 05/05/2021 | Retour | Chelsea FC | Stamford Bridge, Londres             | 2-0   |             |

Le 5 mai 2021 le Real Madrid est éliminé en 1/2 finale de la Ligue des champions contre Chelsea.

## Statistiques

### Statistiques collectives
| Compétition          | Débute au tour   | Termine        | Matches joués | Gagnés | Nuls | Perdus | Buts pour | Buts contre | Différence |
| -------------------- | ---------------- | -------------- | ------------- | ------ | ---- | ------ | --------- | ----------- | ---------- |
| Liga Santander       | 1re Journée      | Vice-champion  | 38            | 25     | 9    | 4      | 67        | 28          | +39        |
| Coupe du Roi         | 1/16 de finale   | 1/16 de finale | 1             | 0      | 0    | 1      | 1         | 2           | -1         |
| Ligue des champions  | Phase de groupes | 1/2 finale     | 12            | 6      | 3    | 3      | 19        | 14          | +5         |
| Supercoupe d'Espagne | 1/2 finale       | 1/2 finale     | 1             | 0      | 0    | 1      | 1         | 2           | -1         |
| Total                | Total            | Total          | 52            | 31     | 12   | 9      | 88        | 46          | +42        |

### Statistiques individuelles
(Mis à jour le 26 mai 2021)
| Numéro | Nat. | Nom               | Liga Santander | Liga Santander | Liga Santander | Ligue des champions | Ligue des champions | Ligue des champions | Coupe du Roi | Coupe du Roi | Coupe du Roi   | Supercoupe d'Espagne | Supercoupe d'Espagne | Supercoupe d'Espagne | Total | Total       | Total          |
| Numéro | Nat. | Nom               | M.j.           | But inscrit    | Passe décisive | M.j.                | But inscrit         | Passe décisive      | M.j.         | But inscrit  | Passe décisive | M.j.                 | But inscrit          | Passe décisive       | M.j.  | But inscrit | Passe décisive |
| ------ | ---- | ----------------- | -------------- | -------------- | -------------- | ------------------- | ------------------- | ------------------- | ------------ | ------------ | -------------- | -------------------- | -------------------- | -------------------- | ----- | ----------- | -------------- |
| 1      |      | Thibaut Courtois  | 38             | -28            | 0              | 12                  | -14                 | 0                   | 0            | 0            | 0              | 1                    | -2                   | 0                    | 51    | -43         | 0              |
| 2      |      | Dani Carvajal     | 13             | 0              | 2              | 2                   | 0                   | 0                   | 0            | 0            | 0              | 0                    | 0                    | 0                    | 15    | 0           | 2              |
| 3      |      | Éder Militão      | 14             | 1              | 0              | 6                   | 0                   | 1                   | 1            | 1            | 0              | 0                    | 0                    | 0                    | 21    | 2           | 1              |
| 4      |      | Sergio Ramos      | 15             | 2              | 0              | 5                   | 2                   | 1                   | 0            | 0            | 0              | 1                    | 0                    | 0                    | 21    | 4           | 1              |
| 5      |      | Raphaël Varane    | 31             | 2              | 0              | 9                   | 0                   | 0                   | 0            | 0            | 0              | 1                    | 0                    | 0                    | 41    | 2           | 0              |
| 6      |      | Nacho             | 24             | 1              | 0              | 8                   | 0                   | 0                   | 0            | 0            | 0              | 1                    | 0                    | 0                    | 33    | 1           | 0              |
| 7      |      | Eden Hazard       | 15             | 3              | 2              | 5                   | 1                   | 0                   | 1            | 0            | 0              | 1                    | 0                    | 0                    | 22    | 4           | 2              |
| 8      |      | Toni Kroos        | 28             | 3              | 10             | 12                  | 0                   | 2                   | 1            | 0            | 0              | 1                    | 0                    | 0                    | 42    | 3           | 12             |
| 9      |      | Karim Benzema     | 34             | 23             | 9              | 10                  | 6                   | 0                   | 1            | 0            | 0              | 1                    | 1                    | 0                    | 46    | 30          | 9              |
| 10     |      | Luka Modrić       | 35             | 5              | 3              | 12                  | 1                   | 3                   | 0            | 0            | 0              | 1                    | 0                    | 0                    | 48    | 6           | 6              |
| 11     |      | Marco Asensio     | 35             | 5              | 2              | 11                  | 2                   | 0                   | 1            | 0            | 0              | 1                    | 0                    | 0                    | 48    | 7           | 2              |
| 12     |      | Marcelo           | 16             | 0              | 2              | 2                   | 0                   | 1                   | 1            | 0            | 1              | 0                    | 0                    | 0                    | 19    | 0           | 4              |
| 13     |      | Andriy Lunin      | 0              | 0              | 0              | 0                   | 0                   | 0                   | 1            | -2           | 0              | 0                    | 0                    | 0                    | 1     | -2          | 0              |
| 14     |      | Casemiro          | 34             | 6              | 4              | 10                  | 1                   | 1                   | 1            | 0            | 0              | 1                    | 0                    | 0                    | 46    | 8           | 5              |
| 15     |      | Federico Valverde | 24             | 3              | 1              | 7                   | 0                   | 0                   | 1            | 0            | 0              | 1                    | 0                    | 0                    | 33    | 3           | 1              |
| 16     |      | Borja Mayoral     | 2              | 0              | 0              | 0                   | 0                   | 0                   | 0            | 0            | 0              | 0                    | 0                    | 0                    | 2     | 0           | 0              |
| 17     |      | Lucas Vázquez     | 24             | 2              | 5              | 8                   | 0                   | 2                   | 1            | 0            | 0              | 1                    | 0                    | 0                    | 34    | 2           | 7              |
| 18     |      | Luka Jović        | 4              | 0              | 0              | 0                   | 0                   | 0                   | 0            | 0            | 0              | 0                    | 0                    | 0                    | 4     | 0           | 0              |
| 19     |      | Alvaro Odriozola  | 13             | 2              | 0              | 2                   | 0                   | 0                   | 1            | 0            | 0              | 0                    | 0                    | 0                    | 16    | 2           | 0              |
| 20     |      | Vinícius Júnior   | 35             | 3              | 3              | 12                  | 3                   | 1                   | 1            | 0            | 0              | 1                    | 0                    | 0                    | 49    | 6           | 4              |
| 21     |      | Martin Ødegaard   | 7              | 0              | 0              | 2                   | 0                   | 0                   | 0            | 0            | 0              | 0                    | 0                    | 0                    | 9     | 0           | 0              |
| 22     |      | Isco              | 25             | 0              | 2              | 3                   | 0                   | 0                   | 1            | 0            | 0              | 0                    | 0                    | 0                    | 29    | 0           | 2              |
| 23     |      | Ferland Mendy     | 26             | 1              | 0              | 11                  | 1                   | 0                   | 0            | 0            | 0              | 1                    | 0                    | 0                    | 38    | 2           | 0              |
| 24     |      | Mariano Díaz      | 16             | 1              | 0              | 4                   | 0                   | 0                   | 1            | 0            | 0              | 1                    | 0                    | 0                    | 22    | 1           | 0              |
| 25     |      | Rodrygo           | 22             | 1              | 5              | 11                  | 1                   | 1                   | 0            | 0            | 0              | 0                    | 0                    | 0                    | 33    | 2           | 6              |

### Discipline
| Numéro | Nom               | Liga Santander | Liga Santander | Liga Santander | Ligue des champions | Ligue des champions | Ligue des champions | Coupe du Roi | Coupe du Roi | Coupe du Roi | Supercoupe d'Espagne | Supercoupe d'Espagne | Supercoupe d'Espagne | Total  | Total | Total        |
| Numéro | Nom               | Averti         |                | Carton rouge   | Averti              |                     | Carton rouge        | Averti       |              | Carton rouge | Averti               |                      | Carton rouge         | Averti |       | Carton rouge |
| ------ | ----------------- | -------------- | -------------- | -------------- | ------------------- | ------------------- | ------------------- | ------------ | ------------ | ------------ | -------------------- | -------------------- | -------------------- | ------ | ----- | ------------ |
| 14     | Casemiro          | 9              | 1              | 0              | 4                   | 0                   | 0                   | 0            | 0            | 0            | 0                    | 0                    | 0                    | 13     | 1     | 0            |
| 8      | Toni Kroos        | 6              | 0              | 0              | 3                   | 0                   | 0                   | 0            | 0            | 0            | 1                    | 0                    | 0                    | 10     | 0     | 0            |
| 6      | Nacho             | 8              | 0              | 0              | 2                   | 0                   | 0                   | 0            | 0            | 0            | 0                    | 0                    | 0                    | 10     | 0     | 0            |
| 2      | Dani Carvajal     | 5              | 0              | 0              | 0                   | 0                   | 0                   | 0            | 0            | 0            | 0                    | 0                    | 0                    | 5      | 0     | 0            |
| 23     | Ferland Mendy     | 3              | 0              | 0              | 2                   | 0                   | 0                   | 0            | 0            | 0            | 0                    | 0                    | 0                    | 5      | 0     | 0            |
| 17     | Lucas Vázquez     | 3              | 0              | 0              | 1                   | 0                   | 0                   | 0            | 0            | 0            | 1                    | 0                    | 0                    | 5      | 0     | 0            |
| 3      | Éder Militão      | 3              | 0              | 1              | 1                   | 0                   | 0                   | 0            | 0            | 0            | 0                    | 0                    | 0                    | 4      | 0     | 1            |
| 20     | Vinícius Júnior   | 3              | 0              | 0              | 1                   | 0                   | 0                   | 0            | 0            | 0            | 0                    | 0                    | 0                    | 4      | 0     | 0            |
| 12     | Marcelo           | 3              | 0              | 0              | 1                   | 0                   | 0                   | 0            | 0            | 0            | 0                    | 0                    | 0                    | 4      | 0     | 0            |
| 5      | Raphael Varane    | 3              | 0              | 0              | 1                   | 0                   | 0                   | 0            | 0            | 0            | 0                    | 0                    | 0                    | 4      | 0     | 0            |
| 4      | Sergio Ramos      | 3              | 0              | 0              | 1                   | 0                   | 0                   | 0            | 0            | 0            | 0                    | 0                    | 0                    | 4      | 0     | 0            |
| 10     | Luka Modrić       | 4              | 0              | 0              | 0                   | 0                   | 0                   | 0            | 0            | 0            | 0                    | 0                    | 0                    | 4      | 0     | 0            |
| 15     | Federico Valverde | 0              | 0              | 0              | 3                   | 0                   | 0                   | 0            | 0            | 0            | 0                    | 0                    | 0                    | 3      | 0     | 0            |
| 11     | Marco Asensio     | 1              | 0              | 0              | 1                   | 0                   | 0                   | 0            | 0            | 0            | 0                    | 0                    | 0                    | 2      | 0     | 0            |
| 9      | Karim Benzema     | 2              | 0              | 0              | 0                   | 0                   | 0                   | 0            | 0            | 0            | 0                    | 0                    | 0                    | 2      | 0     | 0            |
| 19     | Alvaro Odriozola  | 0              | 0              | 0              | 1                   | 0                   | 0                   | 1            | 0            | 0            | 0                    | 0                    | 0                    | 2      | 0     | 0            |
| 1      | Thibaut Courtois  | 0              | 0              | 0              | 1                   | 0                   | 0                   | 0            | 0            | 0            | 0                    | 0                    | 0                    | 1      | 0     | 0            |
| 24     | Mariano Díaz      | 0              | 0              | 0              | 0                   | 0                   | 0                   | 1            | 0            | 0            | 0                    | 0                    | 0                    | 1      | 0     | 0            |
| 13     | Andriy Lunin      | 0              | 0              | 0              | 0                   | 0                   | 0                   | 1            | 0            | 0            | 0                    | 0                    | 0                    | 1      | 0     | 0            |
| 22     | Isco              | 1              | 0              | 0              | 0                   | 0                   | 0                   | 0            | 0            | 0            | 0                    | 0                    | 0                    | 1      | 0     | 0            |

### Buteurs (toutes compétitions)
| Rang                | Joueur              | Liga Santander | Coupe du Roi | Ligue des Champions | Supercoupe d'Espagne | Total |
| ------------------- | ------------------- | -------------- | ------------ | ------------------- | -------------------- | ----- |
| 1                   | Karim Benzema       | 23             | 0            | 6                   | 1                    | 30    |
| 2                   | Casemiro            | 6              | 0            | 1                   | 0                    | 7     |
| 2                   | Marco Asensio       | 5              | 0            | 2                   | 0                    | 7     |
| 3                   | Vinícius            | 3              | 0            | 3                   | 0                    | 6     |
| 3                   | Luka Modrić         | 5              | 0            | 1                   | 0                    | 6     |
| 4                   | Sergio Ramos        | 2              | 0            | 2                   | 0                    | 4     |
| 4                   | Eden Hazard         | 3              | 0            | 1                   | 0                    | 4     |
| 5                   | Federico Valverde   | 3              | 0            | 0                   | 0                    | 3     |
| 5                   | Toni Kroos          | 3              | 0            | 0                   | 0                    | 3     |
| 6                   | Lucas Vázquez       | 2              | 0            | 0                   | 0                    | 2     |
| 6                   | Raphael Varane      | 2              | 0            | 0                   | 0                    | 2     |
| 6                   | Ferland Mendy       | 1              | 0            | 1                   | 0                    | 2     |
| 6                   | Éder Militão        | 1              | 1            | 0                   | 0                    | 2     |
| 6                   | Rodrygo             | 1              | 0            | 1                   | 0                    | 2     |
| 6                   | Alvaro Odriozola    | 2              | 0            | 0                   | 0                    | 2     |
| 7                   | Mariano Díaz        | 1              | 0            | 0                   | 0                    | 1     |
| 7                   | Nacho               | 1              | 0            | 0                   | 0                    | 1     |
| But contre son camp | But contre son camp | 3              | 0            | 1                   | 0                    | 4     |
| Total               | Total               | 67             | 1            | 19                  | 1                    | 88    |

(Les chiffres ci-dessus ne sont valables que pour les matchs officiels)
(Les chiffres ci-dessus ne sont valables que pour les matchs officiels)

### Passeurs décisifs (toutes compétitions)
| Rang | Joueur            | Liga Santander | Coupe du Roi | Ligue des Champions | Supercoupe d'Espagne | Total |
| ---- | ----------------- | -------------- | ------------ | ------------------- | -------------------- | ----- |
| 1    | Toni Kroos        | 10             | 0            | 2                   | 0                    | 12    |
| 2    | Karim Benzema     | 9              | 0            | 0                   | 0                    | 9     |
| 3    | Lucas Vázquez     | 5              | 0            | 2                   | 0                    | 7     |
| 3    | Rodrygo           | 6              | 0            | 1                   | 0                    | 7     |
| 4    | Luka Modrić       | 3              | 0            | 3                   | 0                    | 6     |
| 5    | Casemiro          | 4              | 0            | 1                   | 0                    | 5     |
| 6    | Marcelo           | 2              | 1            | 1                   | 0                    | 4     |
| 6    | Vinícius          | 3              | 0            | 1                   | 0                    | 4     |
| 7    | Daniel Carvajal   | 2              | 0            | 0                   | 0                    | 2     |
| 7    | Marco Asensio     | 2              | 0            | 0                   | 0                    | 2     |
| 7    | Isco              | 2              | 0            | 0                   | 0                    | 2     |
| 7    | Eden Hazard       | 2              | 0            | 0                   | 0                    | 2     |
| 8    | Sergio Ramos      | 0              | 0            | 1                   | 0                    | 1     |
| 8    | Federico Valverde | 1              | 0            | 0                   | 0                    | 1     |
| 8    | Éder Militão      | 0              | 0            | 1                   | 0                    | 1     |

(Les chiffres ci-dessus ne sont valables que pour les matchs officiels)

## Joueur du mois
Le joueur ayant le plus de nominations est nommé Joueur de la saison du Real Madrid.
Avec 3 nominations, Luka Modrić est le Joueur de la saison du Real Madrid.
| Septembre | Thibaut Courtois  | [ 4 ]  |
| Octobre   | Federico Valverde | [ 5 ]  |
| Novembre  | Luka Modrić       | [ 6 ]  |
| Décembre  | Luka Modrić       | [ 7 ]  |
| Janvier   | Luka Modrić       | [ 8 ]  |
| Février   | Toni Kroos        | [ 9 ]  |
| Mars      | Karim Benzema     | [ 10 ] |
| Avril     | Éder Militão      | [ 11 ] |